# Ленские щёки
Ленские щёки — три скалы по берегам в верхнем течении реки Лена, в Киренском районе Иркутской области. Один из самых глубоких каньонов Сибири.

## Описание
Ленские щёки — узкий каньон глубиной 200 м с тремя скальными образованиями серо-жёлтого и красновато-коричневого цвета, с формами выветривания. Скалы называются 1-я, 2-я и 3-я щека — нумерация вниз по течению. Первая и третья щека находятся на правом берегу, а вторая — на левом. Общая длина каньона около трёх километров. Скалы расположены в 172 км от устья Витима выше по течению и в 6 километрах ниже заброшенной деревни Частых. Щёки — часть группы скал, протянувшихся по берегам реки приблизительно на 20 километров между сёлами Частинским и Пьянобыковским. Выше по течению на левом берегу находится утёс Филатова, а ниже в нескольких километрах — скала «Пьяный Бык».
В районе Ленских щёк высота утёсов составляет приблизительно 200 м, русло перед щеками имеет ширину 800 м, сужаясь в самих щеках до 200 м. Русло в районе щёк извилистое и выгибается сначала налево (в районе первой щеки), затем направо (в районе второй щеки) и затем снова налево (в районе третьей щеки). Из Якутска сюда можно попасть на круизном теплоходе Михаил Светлов

## Галерея

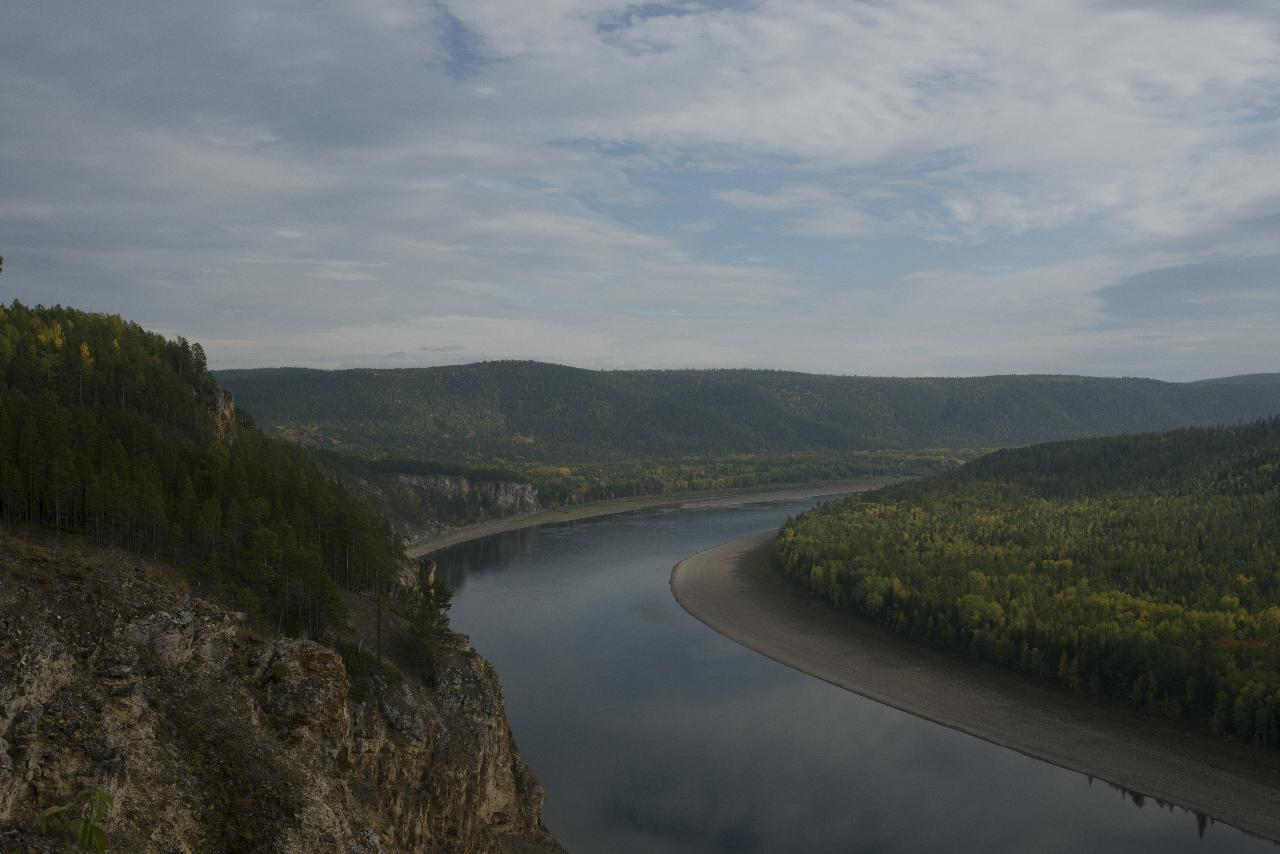
Вид со смотровой площадки на первой щеке вверх по течению
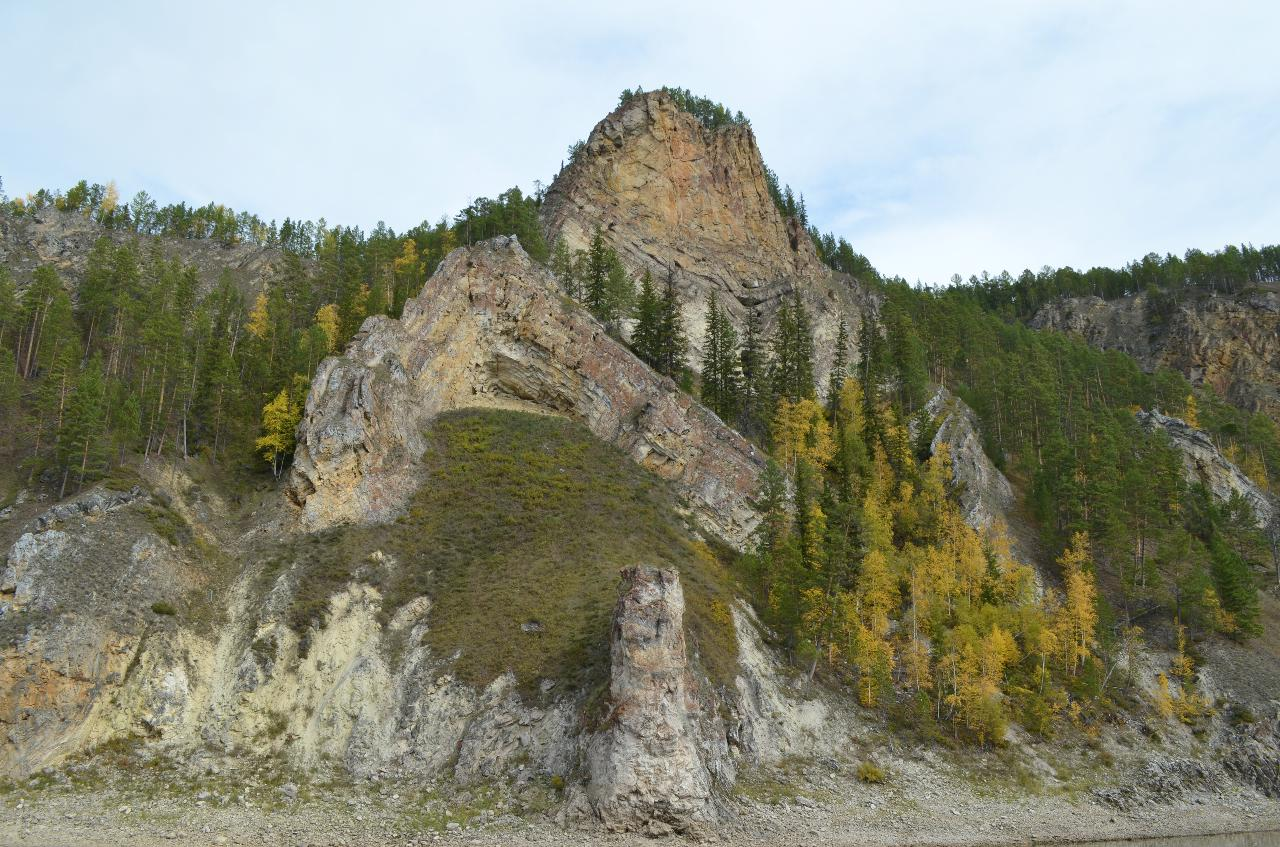
Первая щека
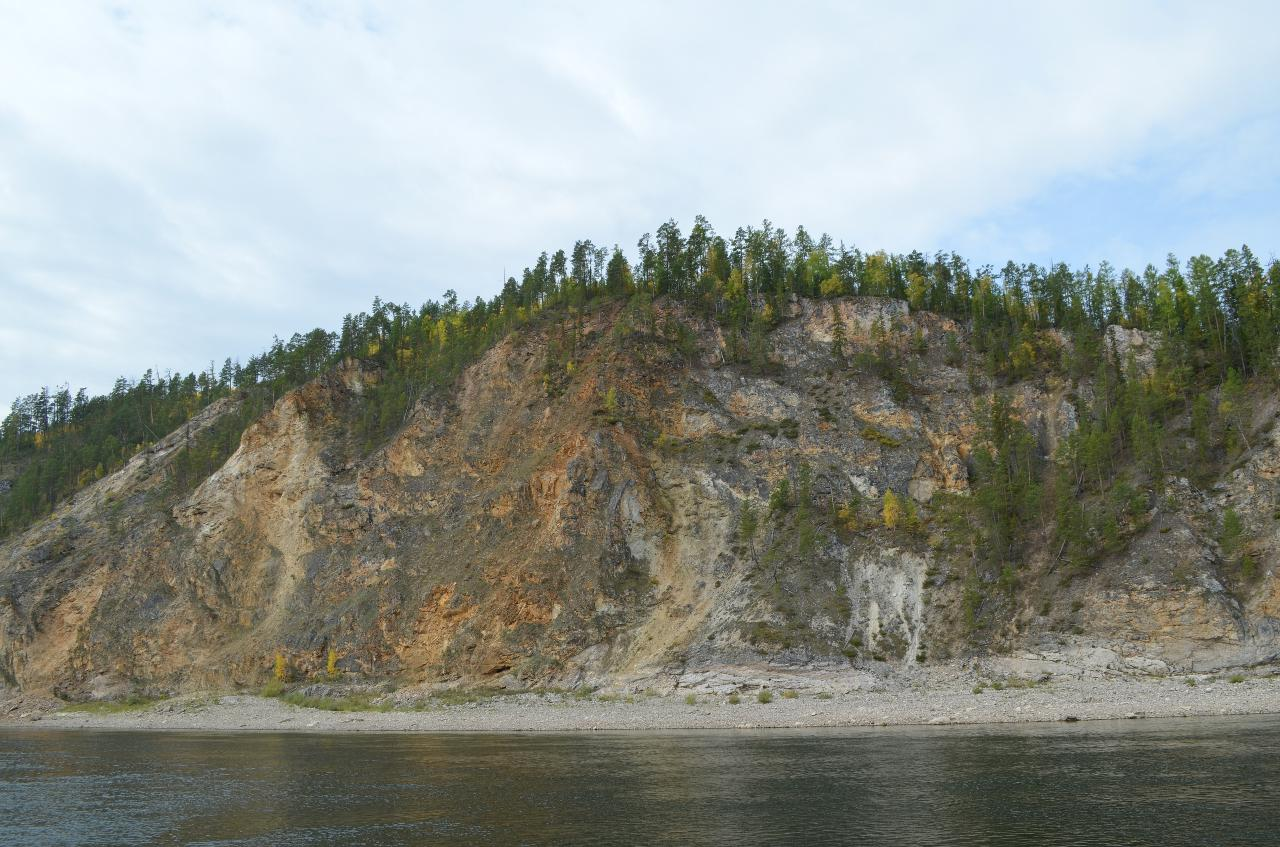
Вторая щека
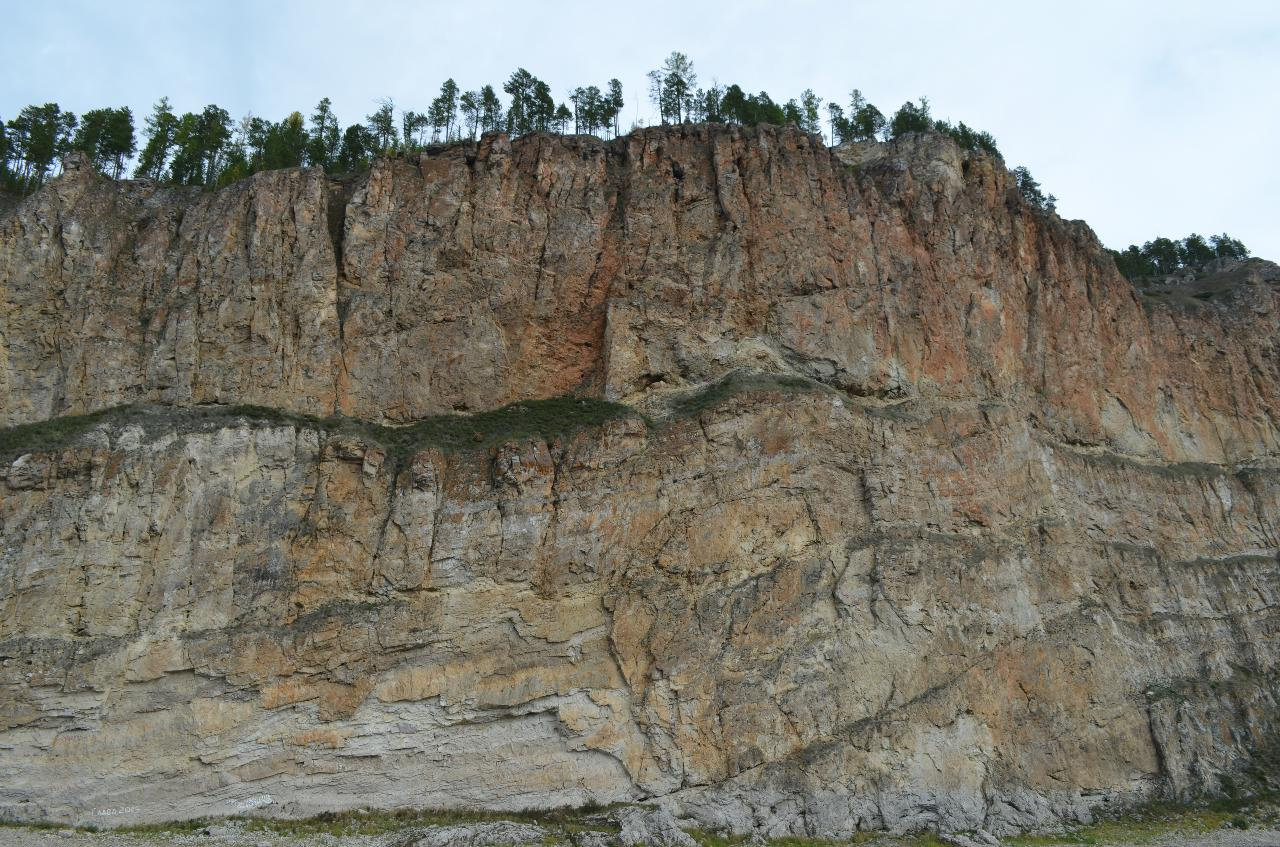
Третья щека